# Modello di Vicsek
In fisica statistica, il modello di Vicsek è un modello matematico utilizzato per descrivere in modo semplificato (un toy model) la materia attiva. La principale motivazione alla base dello studio della materia attiva da parte dei fisici è la ricca fenomenologia associata a questo campo, di cui il moto collettivo e la sciamatura sono tra i fenomeni più studiati. All'interno dell'enorme numero di modelli che sono stati sviluppati per catturare tale comportamento partire da una descrizione microscopica, il più famoso è il modello introdotto da Tamás Vicsek, assieme ad altri scienziati, nel 1995. In realtà un modello molto simile era stato già introdotto in precedenza nel campo della computer grafica da Craig Reynolds nel 1986 con il software Boids.
I fisici hanno un grande interesse per modello di questo tipo in quanto è minimale e descrive dei comportamenti universali. È costituito da particelle semoventi puntiformi che si muovono a velocità costante e allineano la direzione del loro moto con quella delle particelle vicine, in presenza di rumore. Tale modello è in grado di simulare un moto movimento collettivo per una elevata densità di particelle o per un basso rumore di fondo.

## Descrizione matematica
Un elemento {\displaystyle i} è descritto dal suo vettore posizione {\displaystyle \mathbf {r} _{i}(t)} e dall'angolo {\displaystyle \Theta _{i}(t)} che definisce la direzione del suo moto al tempo {\displaystyle t}. L'evoluzione temporale, discretizzata, di una particella è quindi data da due equazioni: ad ogni intervallo di tempo {\displaystyle \Delta t}, ogni individuo si allinea con i suoi vicini {\displaystyle j}, posti a distanza massima {\displaystyle r}, con un'incertezza dovuta a un rumore stocastico {\displaystyle \eta _{i}(t)}, come:
{\displaystyle \Theta _{i}(t+\Delta t)=\langle \Theta _{j}\rangle _{|r_{i}-r_{j}|<r}+\eta _{i}(t)}
dove {\displaystyle \langle \Theta _{j}\rangle _{|r_{i}-r_{j}|<r}} indica la direzione media del moto delle particelle (compresa {\displaystyle i}) che si trovano all'interno del cerchio di raggio {\displaystyle r}, e si muove a velocità costante {\displaystyle v} nella nuova direzione:
{\displaystyle \mathbf {r} _{i}(t+\Delta t)=\mathbf {r} _{i}(t)+v\Delta t{\begin{pmatrix}\cos \Theta _{i}(t)\\\sin \Theta _{i}(t)\end{pmatrix}}}
L'intero modello dipende da tre parametri: la densità delle particelle, l'intensità del rumore sull'allineamento e il rapporto tra la distanza percorsa in un intervallo {\displaystyle v\Delta t} e il raggio di interazione {\displaystyle r}. Da queste due semplici regole iterative sono state ricavate varie teorie continue, fra cui la più famosa è il modello di Toner-Tu che descrive il sistema con un'equazione di tipo idrodinamico. È stata sviluppata anche una teoria cinetica alla Enskog, valida per valori di densità arbitrari. Questa teoria è in grado di descrivere quantitativamente la formazione di onde di densità ripide, chiamate anche onde di invasione, nei pressi della transizione al moto collettivo.

## Fenomenologia
Questo modello mostra una transizione di fase da un moto disordinato a un moto ordinato su larga scala. A grande rumore, o a bassa densità, le particelle sono in generale non allineate fra loro, e si comportano come un gas disordinato. A basso rumore e ad alta densità, le particelle invece sono allineate fra loro muovendosi nella stessa direzione, come un liquido ordinato. La transizione tra queste due fasi non è continua, infatti il diagramma di fase del sistema mostra una transizione di fase del primo ordine con una regione di coesistenza. In tale regione, bande di "liquido" di dimensione finita emergono all'interno di un ambiente "gassoso" e si muovono lungo la loro direzione trasversale. Recentemente è stata scoperta una nuova fase: una fase ordinata polare, simile al mare a croce, di onde di densità. Questa organizzazione spontanea delle particelle è quindi un toy model di comportamento emergente nel campo della materia attiva.

## Estensioni
Dalla sua comparsa nel 1995 questo modello è stato molto popolare all'interno della comunità dei fisici statistici; con molti scienziati che ci hanno lavorato e hanno provato ad ampliarlo. Ad esempio, si possono ricavare diverse classi di universalità a partire da semplici argomenti di simmetria riguardanti il moto delle particelle e il loro allineamento.
Per descrivere in modo più realistico i sistemi reali, si possono aggiungere molti altri effetti, ad esempio attrazione e repulsione tra agenti, particelle di dimensione finita o di forma non sferica, chemiotassi (ad esempio nei sistemi biologici), memoria (ossia il moto di una particella dipende non solo dai valori al tempo {\displaystyle t}, ma anche ai tempi precedenti), particelle non tutte identiche fra di loro, o l'influsso del liquido in cui sono immerse le particelle (nel caso in cui esse siano micronuotatori come i batteri).
Una teoria più semplice, il modello di Ising attivo, è stata sviluppata per facilitare l'analisi del modello di Vicsek.